# مایک هید
مایک هید (انگلیسی: Mick Hayde؛ زادهٔ ۲۰ ژوئن ۱۹۷۱) بازیکن فوتبال  است.
از باشگاه‌هایی که در آن بازی کرده‌است می‌توان به باشگاه فوتبال آلترینچام و باشگاه فوتبال لیورپول اشاره کرد.